# فلورانس لوپرون
فلورانس لوپرون (فرانسوی: Florence Lepron‎؛ زادهٔ ۱۶ ژانویهٔ ۱۹۸۵) بازیکن بسکتبال اهل فرانسه است.